# Dos amants
Dos amants (títol original en anglès, Two Lovers) és una pel·lícula estatunidenca dirigida per James Gray i estrenada l'any 2008 al Festival de Canes, on va ser nominada a la Palma d'Or. S'ha doblat al català.

## Argument
El film narra la història de dues famílies jueves de Nova York que pretenen prolongar els negocis comuns casant els fills. Leonard vacil·la entre seguir el seu destí i casar-se amb Sandra, la dona que els seus pares li han escollit, o rebel·lar-se i escoltar els seus sentiments per la seva nova veïna, Michelle, bonica i voluble, de qui s'ha enamorat bojament. Entre la raó i l'instint, haurà de fer la tria més difícil.

## Anàlisi
James Gray treballa de nou amb Joaquin Phoenix en una nova versió del seu notable
We Own the Night (2007), però no en thriller, sinó en melodrama. 	

## Repartiment
- Joaquin Phoenix: Leonard Kraditor
- Gwyneth Paltrow: Michelle Rausch, la torbadora veïna
- Vinessa Shaw: Sandra Cohen, la dolça i bonica promesa
- Isabella Rossellini: Ruth Kraditor, la mare de Leonard
- Moni Moshonov: Reuben Kraditor, el pare de Leonard
- Elias Koteas: Ronald Blatte, l'amant de Michelle, advocat casat i pare de família
- John Ortiz: Jose Cordero
- Anne Joyce: l'expromesa de Leonard

### Nominacions
- César a la millor pel·lícula estrangera